# Albert von Arnstein
Albert von Arnstein (* vor 1230; † 1294/1295) war von 1261 bis 1263 Elekt des Bistums Brandenburg.

## Leben
Die erste Erwähnung Alberts von Arnstein datiert auf den 15. Mai 1255 als Domherr von Magdeburg. Im Jahr 1261 wird er in einer zwiespältigen Wahl auf dem Konvent von Leitzkau zum neuen Bischof von Brandenburg gewählt. Seine Wahl zum Bischof wurde vom Magdeburger Erzbischof Ruprecht von Querfurt gestützt. Das Brandenburger Kapitel wählte hingegen Heinrich I. von Ostheeren zum neuen Bischof von Brandenburg. Der an der Kurie geführte Prozess um die Besetzung des Bischofspostens endete 1263 mit einem Verzicht des Leitzkauer Konvents. Am 29. November 1264 wurde Albert von Arnstein Domherr und Archidiakon von Kalbe. Vom 9. Dezember 1264 bis 5. Oktober 1265 war er Dompropst von Magdeburg. Er ist zwischen dem 20. September 1294 und dem 20. Januar 1295 verstorben.

## Quelle
- Personendatenbank zu Germania-sacra, abgerufen am 30. Juni 2017.
- Germania-sacra, abgerufen am 30. Juni 2017.